# Heptranchias
A Heptranchias a porcos halak (Chondrichthyes) osztályának szürkecápa-alakúak (Hexanchiformes) rendjébe, ezen belül a szürkecápafélék (Hexanchidae) családjába tartozó nem.

## Előfordulásuk
A legelső Heptranchias-fajok a kréta időszakban jelentek meg; manapság egy faj kivételével az összes többi kihalt. Maradványaikat Európában, Észak- és Dél-Amerikában, valamint Új-Zélandon és Japánban találták meg.

## Rendszerezés
A nembe az alábbi 1 recens faj és 4 fosszilis faj tartozik:
- Heptranchias perlo (Bonnaterre, 1788) - típusfaj

- †Heptranchias ezoensis Applegate & Uyeno, 1968
- †Heptranchias howellii Reed, 1946
- †Heptranchias karagalensis Kozlov in Zhelezko & Kozlov, 1999
- †Heptranchias tenuidens Leriche, 1938

### Fordítás
- Ez a szócikk részben vagy egészben  a   Heptranchias című angol Wikipédia-szócikk ezen változatának fordításán alapul.  Az eredeti cikk szerkesztőit annak laptörténete sorolja fel. Ez a jelzés csupán a megfogalmazás eredetét és a szerzői jogokat jelzi, nem szolgál a cikkben szereplő információk forrásmegjelöléseként.